# Plectorhinchus

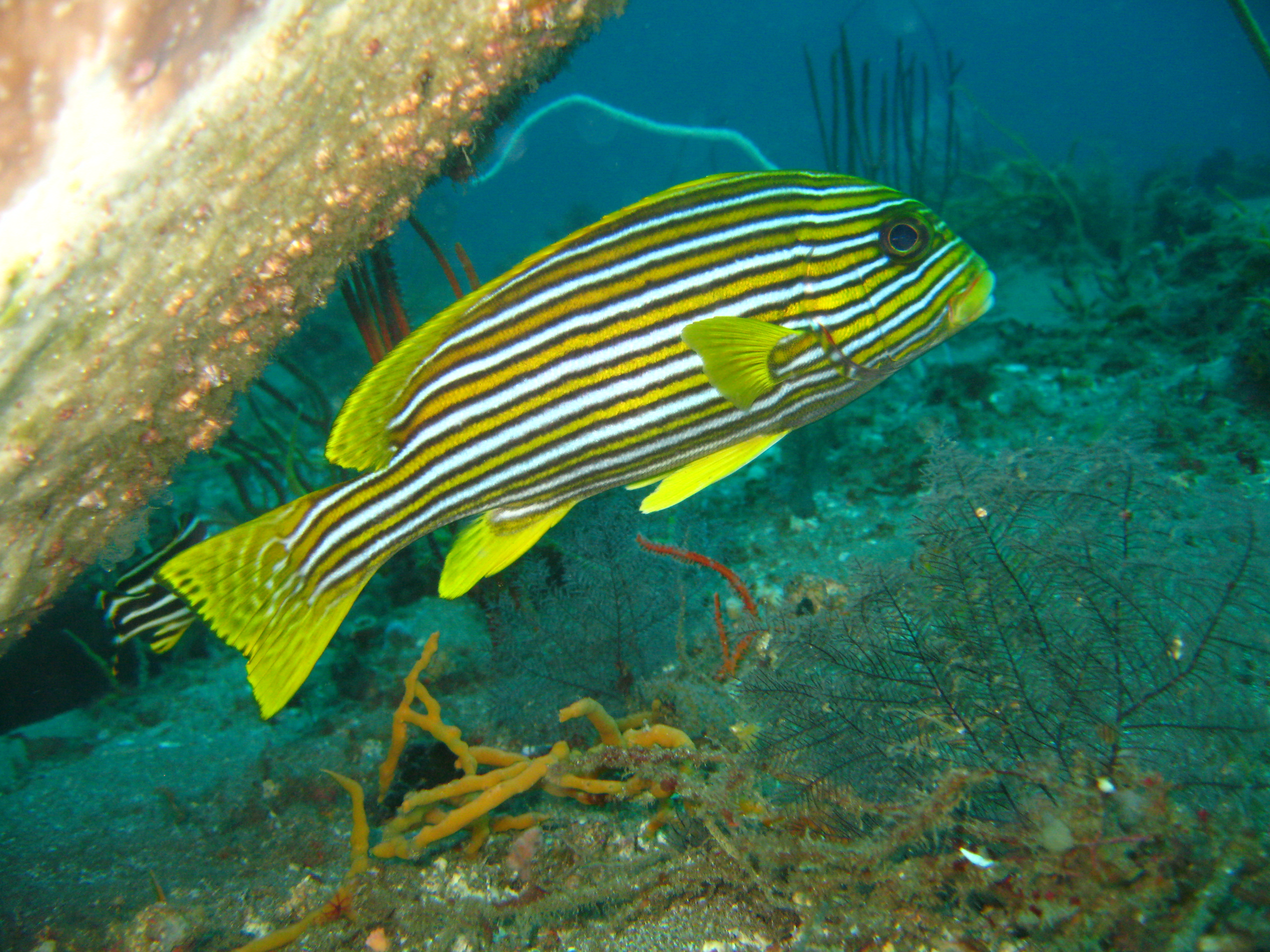
Plectorhinchus vittatus fotografiat a les Filipines.

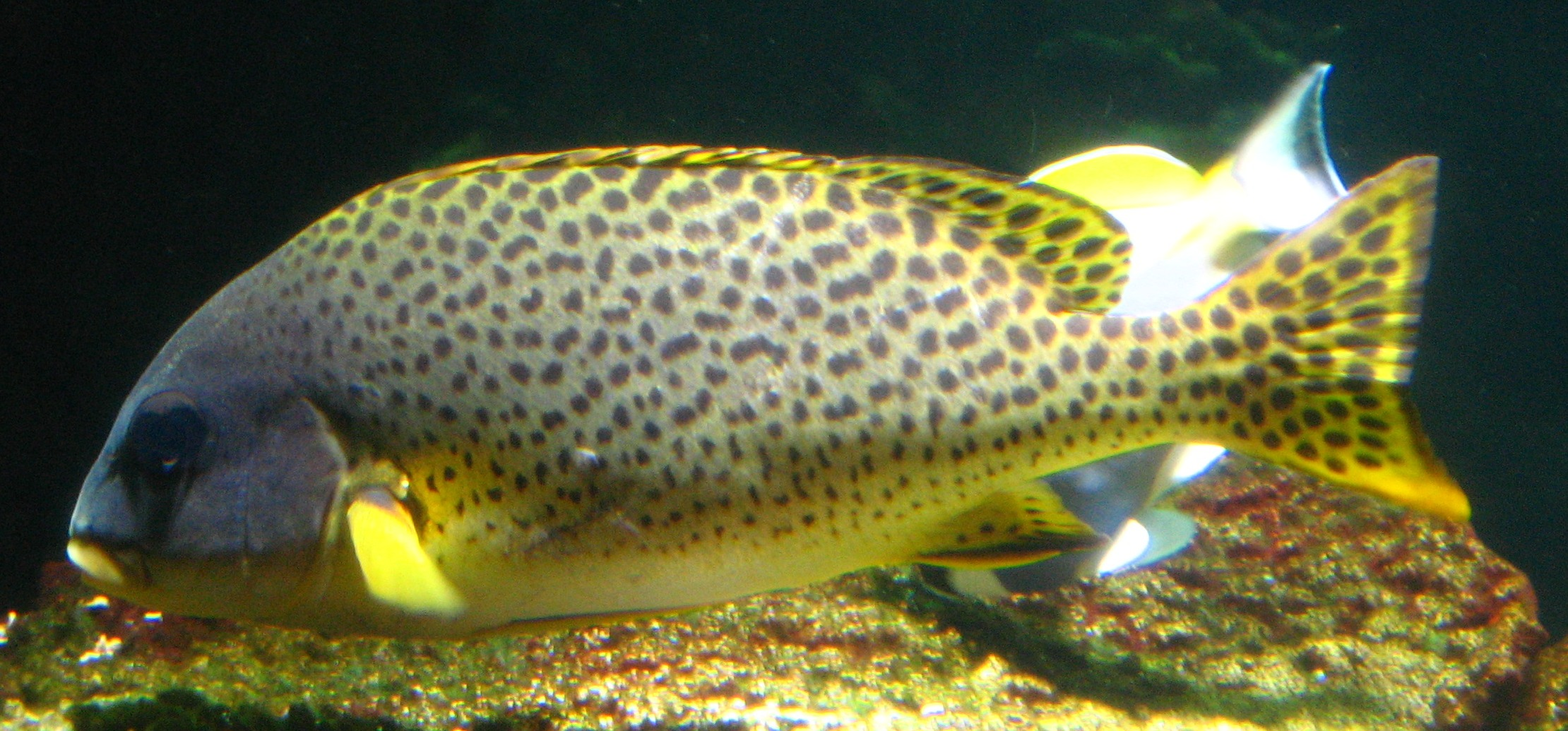
Plectorhinchus gaterinus

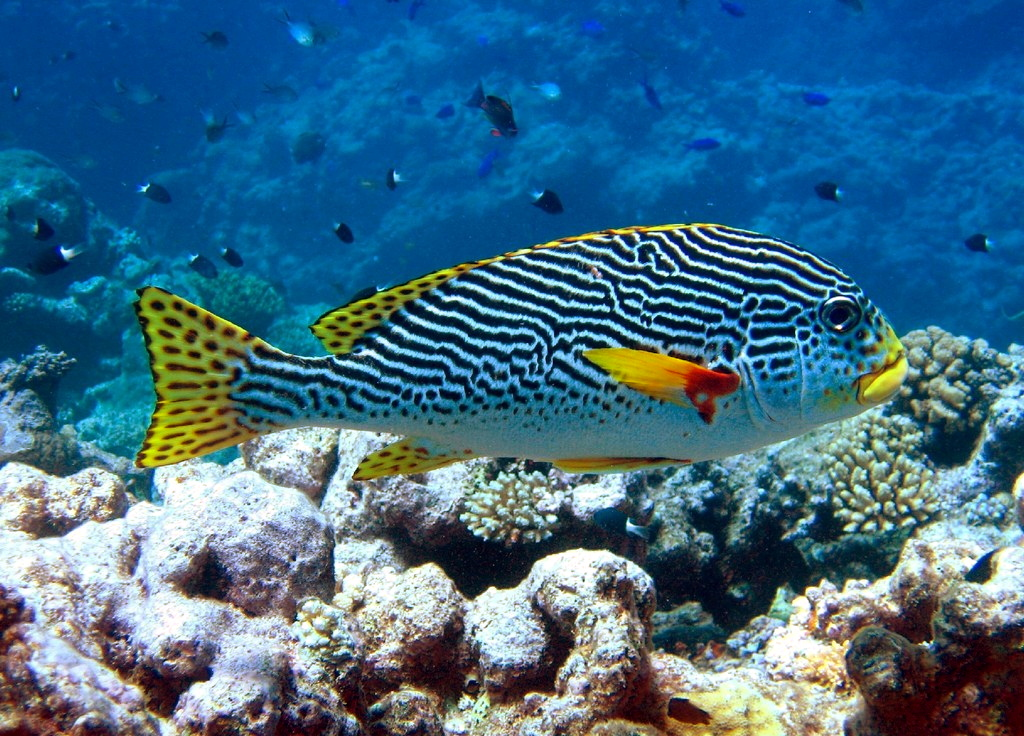
Plectorhinchus lineatus fotografiat al Mar del Corall.

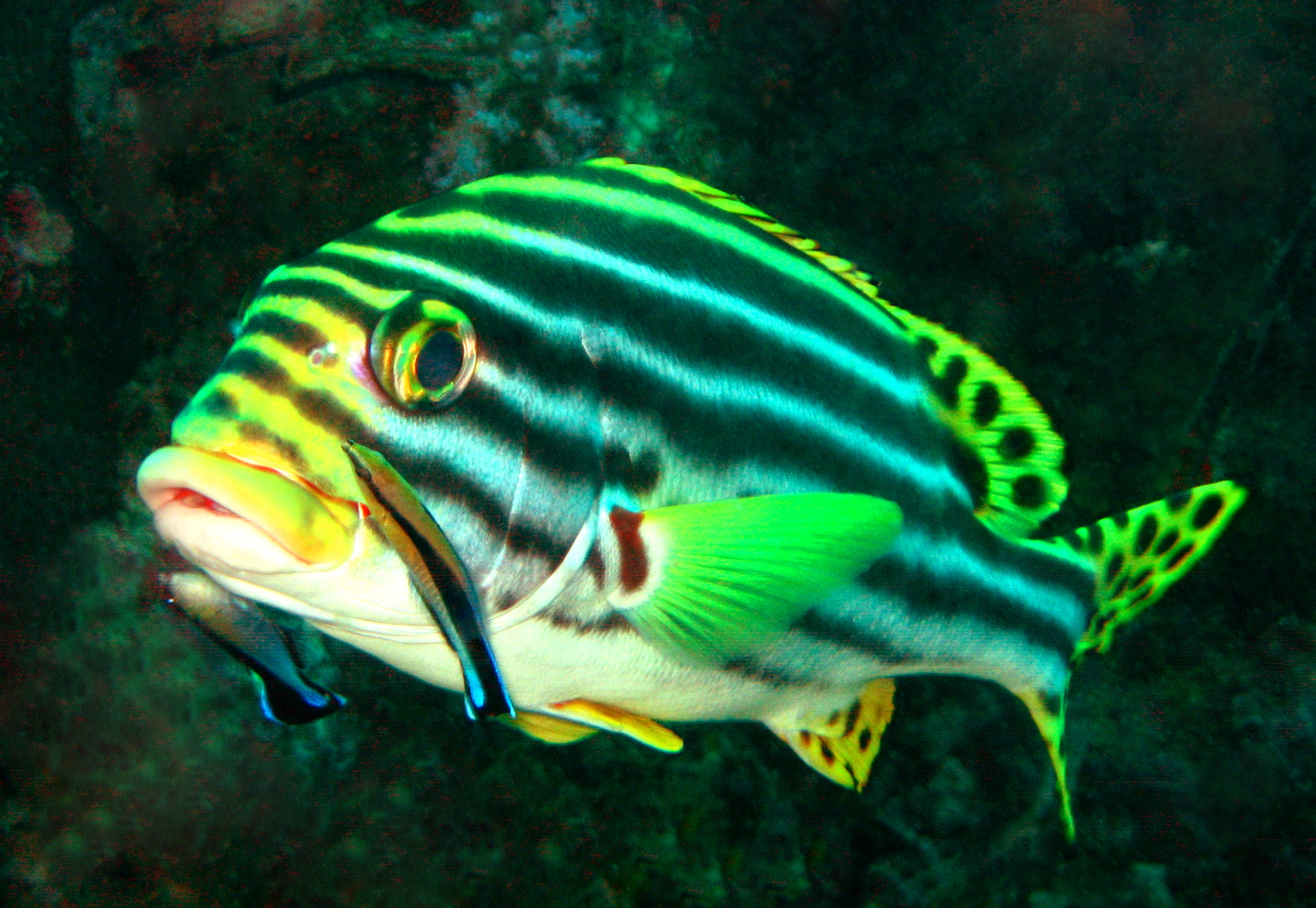
Plectorhinchus orientalis

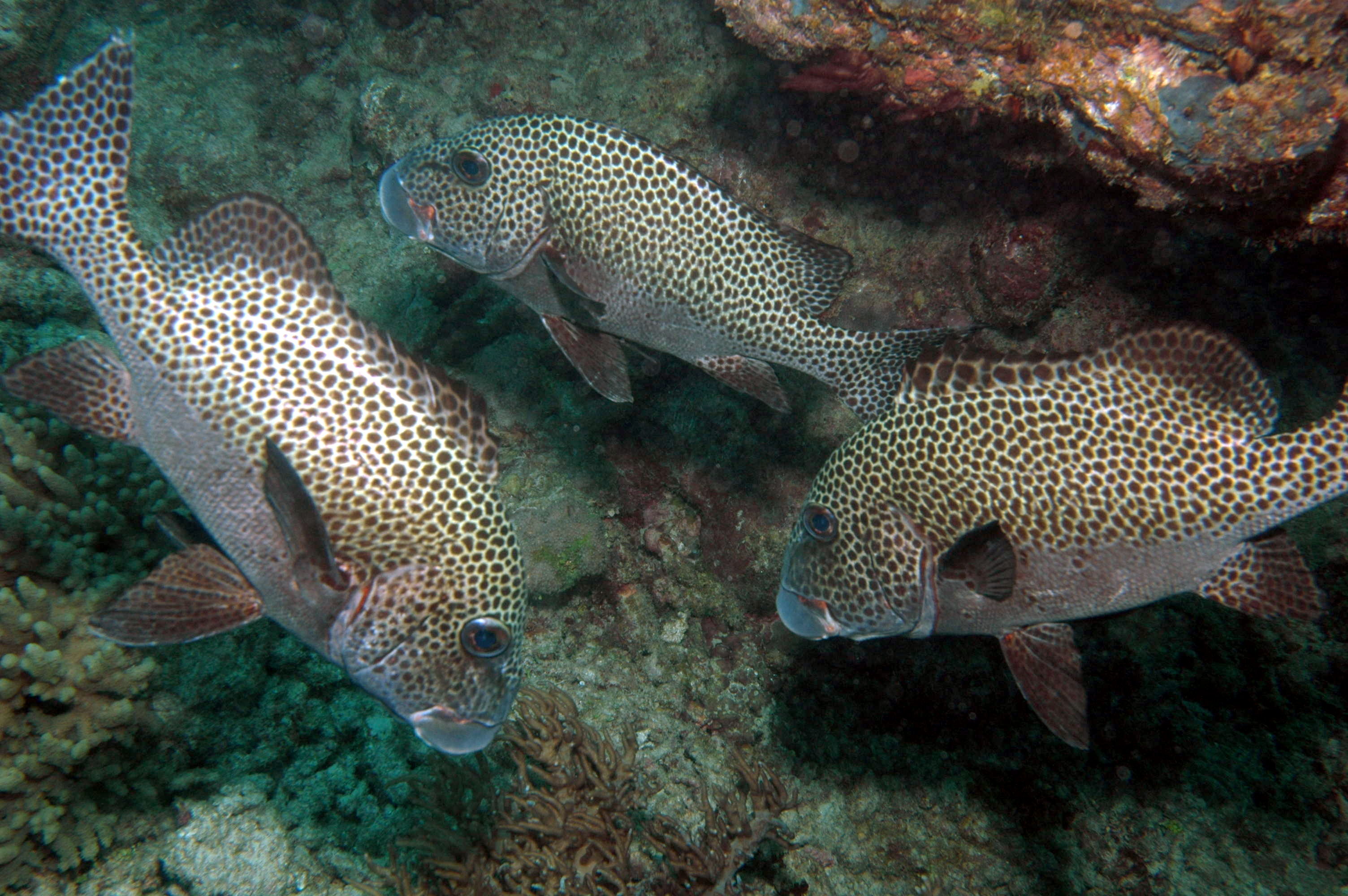
Mola de Plectorhinchus picus

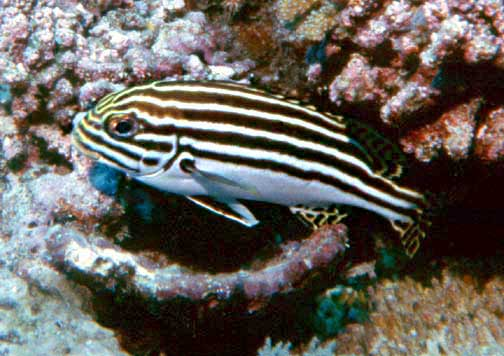
Plectorhinchus orientalis

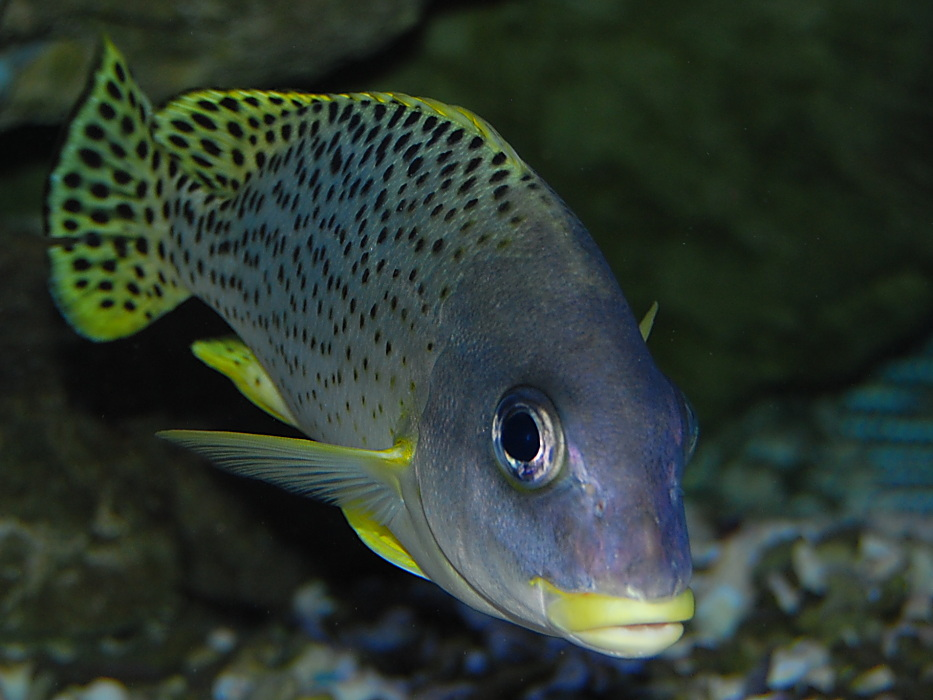
Plectorhinchus gaterinus

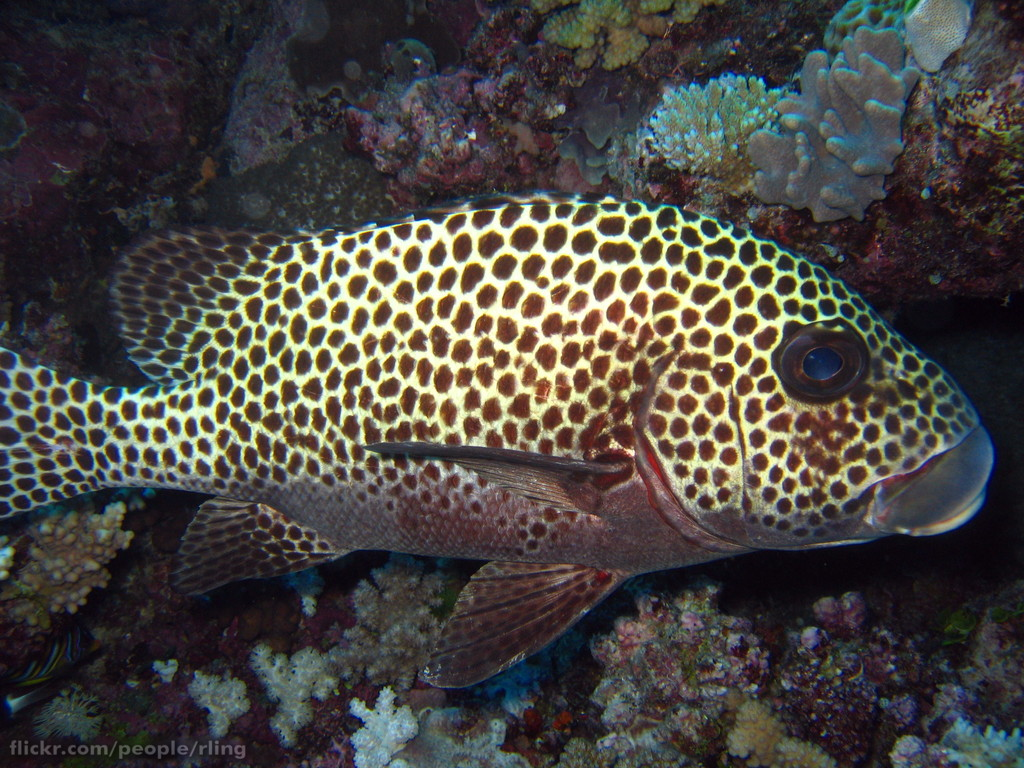
Plectorhinchus chaetodonoides fotografiat a la Gran Barrera de Corall.

Plectorhinchus és un gènere de peixos de la família dels hemúlids i de l'ordre dels perciformes.

## Taxonomia
- Plectorhinchus albovittatus (Rüppell, 1838)[2][3][4]
- Plectorhinchus celebicus (Bleeker, 1873)
- Plectorhinchus ceylonensis (Smith, 1956)
- Plectorhinchus chaetodonoides (Lacépède, 1801)[5]
- Plectorhinchus chrysotaenia (Bleeker, 1855)[6]
- Plectorhinchus chubbi (Regan, 1919)[7]
- Plectorhinchus cinctus (Temminck & Schlegel, 1843)[8]
- Plectorhinchus diagrammus (Linnaeus, 1758)
- Plectorhinchus faetela (Forsskål, 1775)
- Plectorhinchus flavomaculatus (Cuvier, 1830)[9]
- Plectorhinchus gaterinoides (Smith, 1962)
- Plectorhinchus gaterinus (Forsskål, 1775)[10]
- Plectorhinchus gibbosus (Hombron & Jacquinot, 1853)[11]
- Plectorhinchus harrawayi (Smith, 1952)
- Plectorhinchus lessonii (Cuvier, 1830)[12]
- Plectorhinchus lineatus (Linnaeus, 1758)[13]
- Plectorhinchus macrolepis (Boulenger, 1899)
- Plectorhinchus macrospilus (Satapoomin & Randall, [2000])[14]
- Plectorhinchus mediterraneus (Guichenot, 1850)[15]
- Plectorhinchus multivittatus (Macleay, 1878)[16]
- Plectorhinchus nigrus (Cuvier, 1830)
- Plectorhinchus obscurus (Günther, 1872)
- Plectorhinchus orientalis (Bloch, 1793)
- Plectorhinchus paulayi (Steindachner, 1895)[17]
- Plectorhinchus pictus (Tortonese, 1936)
- Plectorhinchus picus (Cuvier, 1830)[18]
- Plectorhinchus plagiodesmus (Fowler, 1935)[19]
- Plectorhinchus playfairi (Pellegrin, 1914)[20]
- Plectorhinchus polytaenia (Bleeker, 1852)[21]
- Plectorhinchus punctatissimus (Playfair, 1868)
- Plectorhinchus schotaf (Forsskål, 1775)[10]
- Plectorhinchus sordidus (Klunzinger, 1870)[22]
- Plectorhinchus umbrinus (Klunzinger, 1870)
- Plectorhinchus unicolor (Macleay, 1883)
- Plectorhinchus vittatus (Linnaeus, 1758)[13][23][24][25][26][27][28]